# 武埃
武埃（法語：Vouhé，法語發音：[vu.e]）是法国滨海夏朗德省的一个市镇，位于该省北部，属于罗什福尔区。

## 地理
武埃（46°8'51"N, 0°48'2"W）面积15.61 平方千米，位于法国新阿基坦大区滨海夏朗德省，该省份为法国西部滨海省份，北起旺代省，西临大西洋，南至吉倫特省，东南接多爾多涅省，东北接德塞夫勒省接壤，东临夏朗德省。
与武埃接壤的市镇（或旧市镇、城区）包括：伯农、布埃、皮拉沃、圣乔治迪布瓦、叙热尔。
武埃的时区为UTC+01:00、UTC+02:00（夏令时）。

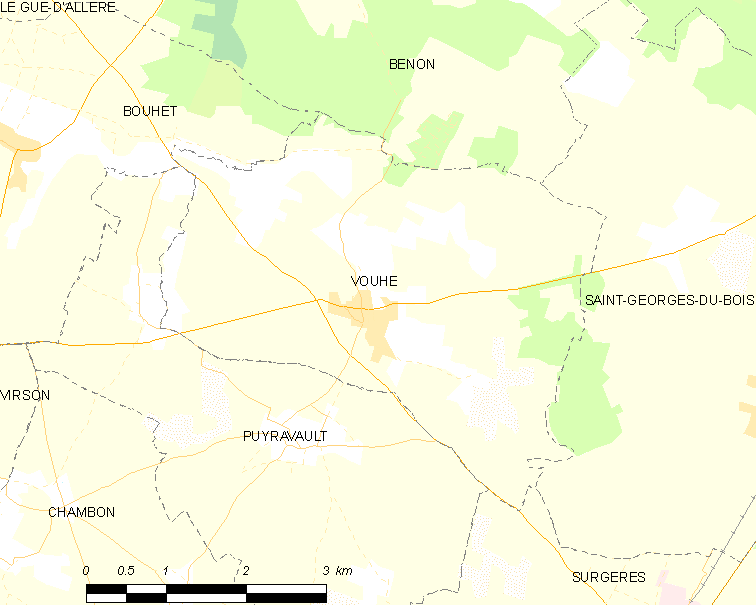
武埃的OSM定位图

## 行政
武埃的邮政编码为17700，INSEE市镇编码为17482。

## 政治
武埃所属的省级选区为叙热尔县。

## 交通
滨海夏朗德省省道D108线、D115线和D208线在境内交汇。

## 人口

1962-2008年间武埃人口变化图示

武埃于2022年1月1日时的人口数量为657人。